# Premier district congressionnel de Virginie-Occidentale
Le 1er district congressionnel de Virginie-Occidentale est actuellement situé dans la moitié sud de l'État.
En réponse aux résultats du recensement, la législature de l'État a adopté une nouvelle carte pour les élections de 2022 et les 10 années suivantes. Il a abandonné la pratique utilisée depuis la formation de l'État consistant à commencer la numérotation au nord et a plutôt diviser l'État en un district nord et un district sud, le 1er étant le plus au sud. Le nouveau 1er district comprend les comtés de Boone, Braxton, Cabell, Calhoun, Clay, Fayette, Gilmer, Greenbrier, Jackson, Kanawha, Lincoln, Logan, Mason, McDowell, Mercer, Mingo, Monroe, Nicholas, Pendleton, Pocahontas, Putnam, Raleigh, Roane, Summers, Wayne, Webster, Wirt et Wyoming. À toutes fins pratiques, c'était le successeur du 3e district, et sa députée, Carol Miller, est devenue de facto la titulaire de ce nouveau district. Les autres Représentants de l'État, les républicains David McKinley et Alex Mooney, ont tous deux été attirés dans le nouveau 2e district. Tous les trois se sont présentés aux élections. Miller a été facilement nommé lors de la Primaire Républicaine tenue le 10 mai 2022, tandis que l'ancien Représentant du 1er district, David McKinley, a été largement battu par le Représentant du 2e district, Alex Mooney. Les deux Républicains ont été facilement élus en novembre.
Dans son incarnation précédente, le 1er couvrait la partie nord de l'État et était historiquement le district le plus régulièrement dessiné de l'État. De 1953 à 2023, il n'était représenté que par quatre hommes : Bob Mollohan (D) (1953-1957), l'ancien Gouverneur Arch Moore, Jr. (R) (1957-1969), Bob Mollohan à nouveau (1969-1983), Alan Mollohan (1983-2011) et McKinley (2011-2023).
Malgré le manque de rotation au siège du Congrès, historiquement, le 1er n'était sûr pour aucun des deux partis. Les villes sont traditionnellement des bastions démocrates, tandis que les zones rurales étaient beaucoup plus conservatrices et avaient tendance à basculer plus souvent vers le républicain. En 2014 encore, les législateurs des États étaient à peu près divisés entre les deux partis.
Pendant la majeure partie du XXe siècle, le vote démocrate dans les villes a suffi à maintenir le district entre les mains des démocrates. Cependant, les démocrates de Virginie-Occidentale ont tendance à être un peu plus conservateurs socialement que leurs homologues du reste du pays, et le district a été emporté par la tendance républicaine croissante dans l'État au niveau national. Aucun Démocrate depuis Bill Clinton (qui l'a fait à la majorité dans une course à trois) n'a remporté le 1er district aux élections présidentielles. George W. Bush a remporté la circonscription à deux reprises en 2000 avec 54 % des voix et en 2004 avec 58 % des voix. John McCain a remporté la circonscription en 2008 avec 56,77 % des voix tandis que Barack Obama en a obtenu 41,51 %.

## Histoire
Avant le redécoupage de 2020, le 1er district avait toujours été ancré à Wheeling et, en tant que tel, avait toujours inclus les comtés de Hancock, Brooke, Ohio, Marshall et Wetzel – les cinq comtés généralement considérés comme le Northern Panhandle. Le découpage original de 1863 comprenait également les comtés de Tyler, Pleasants, Doddridge, Harrison, Ritchie, Wood, Wirt, Gilmer, Calhoun et Lewis. C'était essentiellement le successeur du 11e district congressionnel de Virginie.
En 1882, les comtés de Tyler, Doddridge, Harrison, Gilmer, Lewis et Braxton furent ajoutés aux comtés centraux. En 1902, les comtés centraux furent rejoints par les comtés de Marion, Harrison et Lewis. Lors du redécoupage de 1916, il ne comprenait que les cinq comtés principaux ainsi que Marion et Taylor. Le district est resté inchangé lors des redécoupages de 1934 et 1954. En 1962, Braxton, Calhoun, Doddridge, Gilmer, Harrison, Lewis, Marion et Taylor rejoignirent les cinq comtés principaux. Le redécoupage de 1972 a ajouté Tyler, Pleasants et Woods et supprimé Taylor. Le redécoupage de 1982 a ajouté Taylor au district.
Pour 1992, le district comprenait les comtés de Barbour, Brooke, Doddridge, Grant, Hancock, Harrison, Marion, Marshall, Mineral, Monongalia, Ohio, Pleasants, Preston, Ritchie, Taylor, Tucker, Tyler, Wetzel et Wood. En 2002, Gilmer a été ajouté. Pour le cycle électoral qui a débuté en 2012, la circonscription est restée inchangée.
Pour le recensement de 2020, le législateur a abandonné la pratique de numérotation des districts du nord au sud et le 1er district était désormais celui le plus au sud, composé de Boone, Braxton, Cabell, Calhoun, Clay, Fayette, Gilmer, Greenbrier, Jackson, Kanawha. , Comtés de Lincoln, Logan, Mason, McDowell, Mercer, Mingo, Monroe, Nicholas, Pendleton, Pocahontas, Putnam, Raleigh, Roane, Summers, Wayne, Webster, Wirt et Wyoming.

## Historique de vote
| Année | Poste      | Résultats                 |
| ----- | ---------- | ------------------------- |
| 2000  | Président  | Bush 54,0 % - 43,0 %      |
| 2004  | Président  | Bush 58,0 % - 42,0 %      |
| 2008  | Président  | McCain 57,0 % - 42,0 %    |
| 2012  | Président  | Romney 62,0 % - 36,0 %    |
| 2016  | Président  | Trump 68,0 % - 26,0 %     |
| 2016  | Gouverneur | Cole (en) 45,0 % - 45,0 % |
| 2018  | Sénat      | Manchin 49,0 % - 46,0 %   |
| 2020  | Président  | Trump 68,0 % - 30,0 %     |
| 2020  | Sénat      | Capito 70,0 % - 27,0 %    |
| 2020  | Gouverneur | Justice 64,0 % - 30,0 %   |

## Liste des Représentants du district
| Membre                               | Parti                      | Années                          | Congrès     | Histoire électorale |
| ------------------------------------ | -------------------------- | ------------------------------- | ----------- | --- |
| District établit le 17 décembre 1863 |                            |                                 |             | |
| Jacob B. Blair (en)                  | Union (en)                 | 17 décembre 1863 - 3 mars 1865  | 38e         | Élu en 1863. Retrait. |
| Chester D. Hubbard (en)              | Union (en)                 | 4 mars 1865 - 3 mars 1867       | 39e , 40e   | Élu en 1864. Réélu en 1866. Perd sa renomination. |
| Chester D. Hubbard (en)              | Républicain                | 4 mars 1867 - 3 mars 1869       | 39e , 40e   | Élu en 1864. Réélu en 1866. Perd sa renomination. |
| Isaac Harding Duval                  | Républicain                | 4 mars 1869 - 3 mars 1871       | 41e         | Élu en 1868. Retrait. |
| John James Davis (en)                | Démocrate                  | 4 mars 1871 - 3 mars 1873       | 42e , 43e   | Élu en 1870. Réélu en 1872. Retrait. |
| John James Davis (en)                | Démocrate Indépendant (en) | 4 mars 1873 - 3 mars 1875       | 42e , 43e   | Élu en 1870. Réélu en 1872. Retrait. |
| Benjamin Wilson (en)                 | Démocrate                  | 4 mars 1875 - 3 mars 1883       | 44e - 47e   | Élu en 1874. Réélu en 1876. Réélu en 1878. Réélu en 1880. Retrait. |
| Nathan Goff Jr.                      | Républicain                | 4 mars 1883 - 3 mars 1889       | 48e - 50e   | Élu en 1882. Réélu en 1884. Réélu en 1886. Retrait. |
| John O. Pendleton (en)               | Démocrate                  | 4 mars 1889 - 26 février 1890   | 51e         | Élu en 1888. Perd la contestation de l'élection. |
| George W. Atkinson (en)              | Républicain                | 26 février 1890 - 3 mars 1861   | 51e         | Remporte la contestation de l'élection. Retrait. |
| John O. Pendleton (en)               | Démocrate                  | 4 mars 1891 - 3 mars 1895       | 52e , 53e   | Élu en 1890. Réélu en 1892. Perd sa renomination. |
| Blackburn B. Dovener (en)            | Républicain                | 4 mars 1895 - 3 mars 1907       | 54e - 59e   | Élu en 1894. Réélu en 1896. Réélu en 1898. Réélu en 1900. Réélu en 1902. Réélu en 1904. Perd sa renomination. |
| William Pallister Hubbard (en)       | Républicain                | 4 mars 1907 - 3 mars 1911       | 60e , 61e   | Élu en 1906. Réélu en 1908. Retrait. |
| John W. Davis                        | Démocrate                  | 4 mars 1911 - 29 août 1913      | 62e , 63e   | Élu en 1910. Réélu en 1912. Démissionne pour devenir Solliciteur Général des États-Unis. |
| Vacantat                             | Vacantat                   | 29 août 1913 - 14 octobre 1913  | 63e         | |
| Matthew M. Neely (en)                | Démocrate                  | 14 octobre 1913 - 3 mars 1921   | 63e - 66e   | Élu pour terminer le mandat de Davis. Réélu en 1914. Réélu en 1916. Réélu en 1918. Perd sa réélection. |
| Benjamin L. Rosenbloom (en)          | Républicain                | 4 mars 1921 - 3 mars 1925       | 67e , 68e   | Élu en 1920. Réélu en 1922. Retrait pour se présenter comme Sénateur des États-Unis. |
| Carl G. Bachmann (en)                | Républicain                | 4 mars 1925 - 3 mars 1933       | 69e - 72e   | Élu en 1924. Réélu en 1926. Réélu en 1928. Réélu en 1930. Perd sa réélection. |
| Robert L. Ramsay (en)                | Démocrate                  | 4 mars 1933 - 3 janvier 1939    | 73e - 75e   | Élu en 1932. Réélu en 1934. Réélu en 1936. Perd sa réélection. |
| A. C. Shiffler (en)                  | Républicain                | 3 janvier 1939 - 3 janvier 1941 | 76e         | Élu en 1938. Perd sa réélection. |
| Robert L. Ramsay (en)                | Démocrate                  | 3 janvier 1941 - 3 janvier 1943 | 77e         | Élu en 1940. Perd sa réélection. |
| A. C. Shiffler (en)                  | Républicain                | 3 janvier 1943 - 3 janvier 1945 | 78e         | Élu en 1942. Perd sa réélection. |
| Matthew M. Neely (en)                | Démocrate                  | 3 janvier 1945 - 3 janvier 1947 | 79e         | Élu en 1944. Perd sa réélection. |
| Francis J. Love (en)                 | Républicain                | 3 janvier 1947 - 3 janvier 1949 | 80e         | Élu en 1946. Perd sa réélection. |
| Robert L. Ramsay (en)                | Démocrate                  | 3 janvier 1949 - 3 janvier 1953 | 81e , 82e   | Élu en 1948. Réélu en 1950. Perd sa renominatinon |
| Bob Mollohan (en)                    | Démocrate                  | 3 janvier 1953 - 3 janvier 1957 | 83e , 84e   | Élu en 1952. Réélu en 1954. Retrait pour se présenter comme Gouverneur. |
| Arch A. Moore Jr. (en)               | Républicain                | 3 janvier 1957 - 3 janvier 1969 | 85e - 90e   | Élu en 1956. Réélu en 1958. Réélu en 1960. Réélu en 1962. Réélu en 1964. Réélu en 1966. Retrait pour se présenter comme Gouverneur.                                                                                                   |
| Bob Mollohan (en)                    | Démocrate                  | 3 janvier 1969 - 3 janvier 1983 | 91e - 97e   | Élu en 1968. Réélu en 1970. Réélu en 1972. Réélu en 1974. Réélu en 1976. Réélu en 1978. Réélu en 1980. Retrait. |
| Alan Mollohan (en)                   | Démocrate                  | 3 janvier 1983 - 3 janvier 2011 | 98e - 111e  | Élu en 1982. Réélu en 1984. Réélu en 1986. Réélu en 1988. Réélu en 1990. Réélu en 1992. Réélu en 1994. Réélu en 1996. Réélu en 1998. Réélu en 2000. Réélu en 2002. Réélu en 2004. Réélu en 2006. Réélu en 2008. Perd sa renomination. |
| David McKinley                       | Républicain                | 3 janvier 2011 - 3 janvier 2023 | 112e - 117e | Élu en 2010. Réélu en 2012. Réélu en 2014. Réélu en 2016. Réélu en 2018. Réélu en 2020. Redécoupage vers le 2e district et perd sa renomination.                                                                                      |
| Carol Miller                         | Républicain                | 3 janvier 2023 - en cours       | 118e, 119e  | Redécoupage depuis le 3e district et réélue en 2022. Réélue en 2024. |

## Résultats des récentes élections
Voici les résultats des dix précédents cycles électoraux dans le district.

## Frontières historiques du district

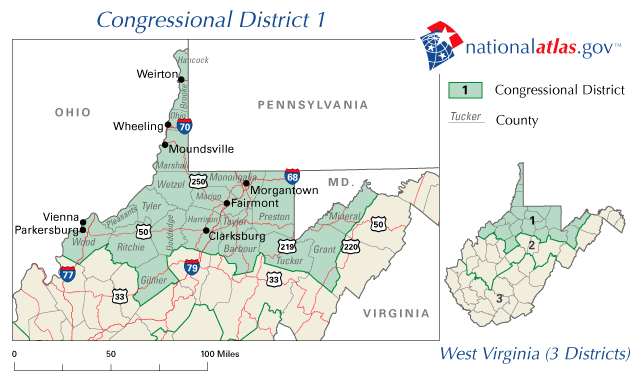
2003 - 2013

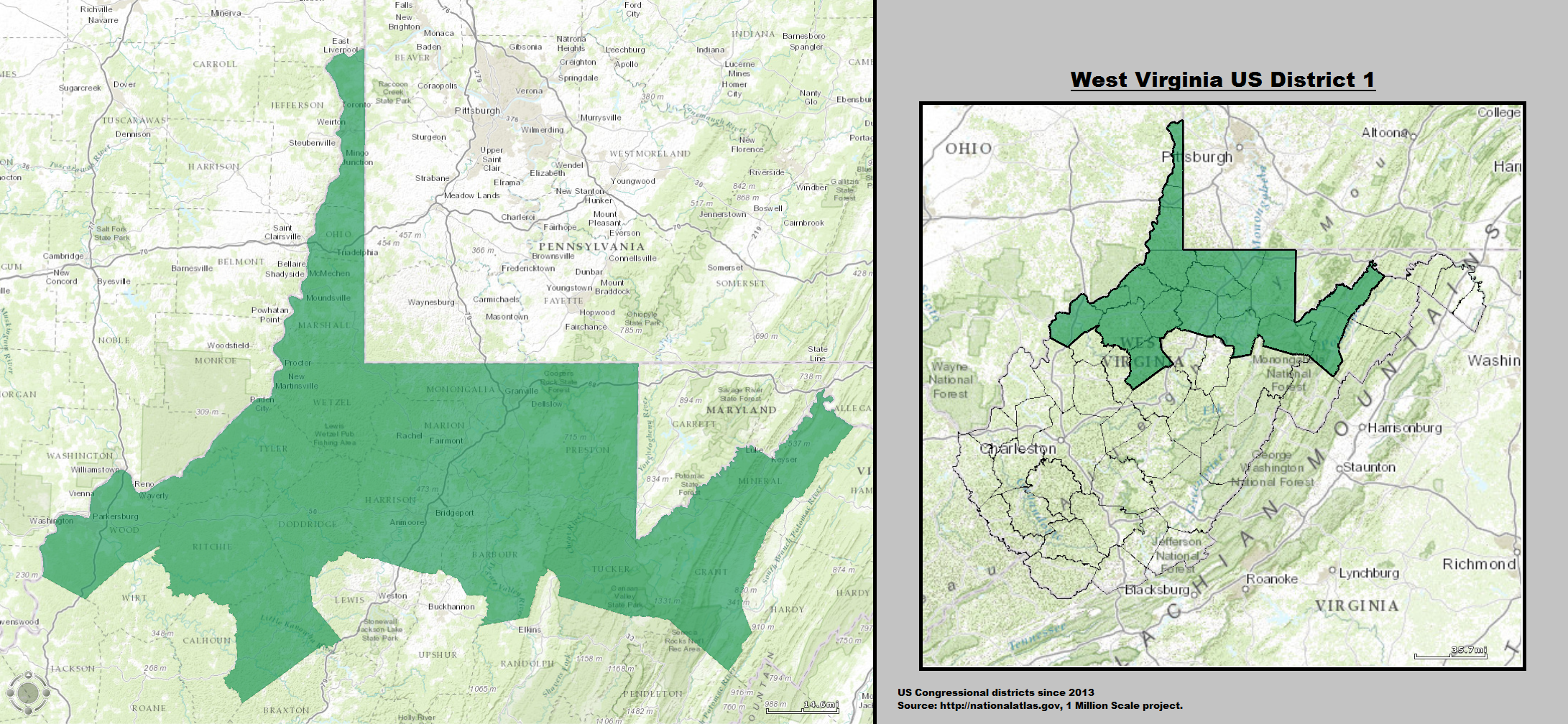
2013 - 2023

### 2004
| Élection de 2004 du 1er district congressionnel de Virginie-Occidentale | Élection de 2004 du 1er district congressionnel de Virginie-Occidentale | Élection de 2004 du 1er district congressionnel de Virginie-Occidentale | Élection de 2004 du 1er district congressionnel de Virginie-Occidentale | Élection de 2004 du 1er district congressionnel de Virginie-Occidentale |
| ----------------------------------------------------------------------- | ----------------------------------------------------------------------- | ----------------------------------------------------------------------- | ----------------------------------------------------------------------- | ----------------------------------------------------------------------- |
| Parti                                                                   | Parti                                                                   | Candidat                                                                | Votes                                                                   | %                                                                       |
|                                                                         | Démocrate                                                               | Alan Mollohan (en) (sortant)                                            | 166 583                                                                 | 67,77                                                                   |
|                                                                         | Républicain                                                             | Chris Wakim                                                             | 79 196                                                                  | 32,22                                                                   |
| Total des votes                                                         | Total des votes                                                         | Total des votes                                                         | 245 779                                                                 | 100 %                                                                   |
|                                                                         | Les Démocrates conservent                                               |                                                                         |                                                                         |                                                                         |

### 2006
| Élection de 2006 du 1er district congressionnel de Virginie-Occidentale | Élection de 2006 du 1er district congressionnel de Virginie-Occidentale | Élection de 2006 du 1er district congressionnel de Virginie-Occidentale | Élection de 2006 du 1er district congressionnel de Virginie-Occidentale | Élection de 2006 du 1er district congressionnel de Virginie-Occidentale |
| ----------------------------------------------------------------------- | ----------------------------------------------------------------------- | ----------------------------------------------------------------------- | ----------------------------------------------------------------------- | ----------------------------------------------------------------------- |
| Parti                                                                   | Parti                                                                   | Candidat                                                                | Votes                                                                   | %                                                                       |
|                                                                         | Démocrate                                                               | Alan Mollohan (en) (sortant)                                            | 100 939                                                                 | 64,29                                                                   |
|                                                                         | Républicain                                                             | Chris Wakim                                                             | 55 963                                                                  | 35,65                                                                   |
|                                                                         | Write-In                                                                | Write-In                                                                | 98                                                                      | 0,06                                                                    |
| Total des votes                                                         | Total des votes                                                         | Total des votes                                                         | 157 000                                                                 | 100 %                                                                   |
|                                                                         | Les Démocrates conservent                                               |                                                                         |                                                                         |                                                                         |

### 2008
| Élection de 2008 du 1er district congressionnel de Virginie-Occidentale | Élection de 2008 du 1er district congressionnel de Virginie-Occidentale | Élection de 2008 du 1er district congressionnel de Virginie-Occidentale | Élection de 2008 du 1er district congressionnel de Virginie-Occidentale | Élection de 2008 du 1er district congressionnel de Virginie-Occidentale |
| ----------------------------------------------------------------------- | ----------------------------------------------------------------------- | ----------------------------------------------------------------------- | ----------------------------------------------------------------------- | ----------------------------------------------------------------------- |
| Parti                                                                   | Parti                                                                   | Candidat                                                                | Votes                                                                   | %                                                                       |
|                                                                         | Démocrate                                                               | Alan Mollohan (en) (sortant)                                            | 187 734                                                                 | 99,93                                                                   |
|                                                                         | Write-In                                                                | Write-In                                                                | 130                                                                     | 0,07                                                                    |
| Total des votes                                                         | Total des votes                                                         | Total des votes                                                         | 187 864                                                                 | 100 %                                                                   |
|                                                                         | Les Démocrates conservent                                               |                                                                         |                                                                         |                                                                         |

### 2010
| Élection de 2010 du 1er district congressionnel de Virginie-Occidentale | Élection de 2010 du 1er district congressionnel de Virginie-Occidentale | Élection de 2010 du 1er district congressionnel de Virginie-Occidentale | Élection de 2010 du 1er district congressionnel de Virginie-Occidentale | Élection de 2010 du 1er district congressionnel de Virginie-Occidentale |
| ----------------------------------------------------------------------- | ----------------------------------------------------------------------- | ----------------------------------------------------------------------- | ----------------------------------------------------------------------- | ----------------------------------------------------------------------- |
| Parti                                                                   | Parti                                                                   | Candidat                                                                | Votes                                                                   | %                                                                       |
|                                                                         | Républicain                                                             | David McKinley                                                          | 90 660                                                                  | 50,40                                                                   |
|                                                                         | Démocrate                                                               | Mike Oliverio                                                           | 89 220                                                                  | 49,60                                                                   |
| Total des votes                                                         | Total des votes                                                         | Total des votes                                                         | 179 880                                                                 | 100 %                                                                   |
|                                                                         | Les Républicains prennent aux Démocrates                                |                                                                         |                                                                         |                                                                         |

### 2012
| Élection de 2010 du 1er district congressionnel de Virginie-Occidentale | Élection de 2010 du 1er district congressionnel de Virginie-Occidentale | Élection de 2010 du 1er district congressionnel de Virginie-Occidentale | Élection de 2010 du 1er district congressionnel de Virginie-Occidentale | Élection de 2010 du 1er district congressionnel de Virginie-Occidentale |
| ----------------------------------------------------------------------- | ----------------------------------------------------------------------- | ----------------------------------------------------------------------- | ----------------------------------------------------------------------- | ----------------------------------------------------------------------- |
| Parti                                                                   | Parti                                                                   | Candidat                                                                | Votes                                                                   | %                                                                       |
|                                                                         | Républicain                                                             | David McKinley (sortant)                                                | 133 809                                                                 | 62,5                                                                    |
|                                                                         | Démocrate                                                               | Sue Thorn                                                               | 80 342                                                                  | 37,5                                                                    |
| Total des votes                                                         | Total des votes                                                         | Total des votes                                                         | 214 151                                                                 | 100 %                                                                   |
|                                                                         | Les Républicains conservent                                             |                                                                         |                                                                         |                                                                         |

### 2014
| Élection de 2014 du 1er district congressionnel de Virginie-Occidentale | Élection de 2014 du 1er district congressionnel de Virginie-Occidentale | Élection de 2014 du 1er district congressionnel de Virginie-Occidentale | Élection de 2014 du 1er district congressionnel de Virginie-Occidentale | Élection de 2014 du 1er district congressionnel de Virginie-Occidentale |
| ----------------------------------------------------------------------- | ----------------------------------------------------------------------- | ----------------------------------------------------------------------- | ----------------------------------------------------------------------- | ----------------------------------------------------------------------- |
| Parti                                                                   | Parti                                                                   | Candidat                                                                | Votes                                                                   | %                                                                       |
|                                                                         | Républicain                                                             | David McKinley (sortant)                                                | 92 491                                                                  | 64,0                                                                    |
|                                                                         | Démocrate                                                               | Glen Gainer III                                                         | 52 109                                                                  | 36,0                                                                    |
| Total des votes                                                         | Total des votes                                                         | Total des votes                                                         | 144 600                                                                 | 100 %                                                                   |
|                                                                         | Les Républicains conservent                                             |                                                                         |                                                                         |                                                                         |

### 2016
| Élection de 2016 du 1er district congressionnel de Virginie-Occidentale | Élection de 2016 du 1er district congressionnel de Virginie-Occidentale | Élection de 2016 du 1er district congressionnel de Virginie-Occidentale | Élection de 2016 du 1er district congressionnel de Virginie-Occidentale | Élection de 2016 du 1er district congressionnel de Virginie-Occidentale |
| ----------------------------------------------------------------------- | ----------------------------------------------------------------------- | ----------------------------------------------------------------------- | ----------------------------------------------------------------------- | ----------------------------------------------------------------------- |
| Parti                                                                   | Parti                                                                   | Candidat                                                                | Votes                                                                   | %                                                                       |
|                                                                         | Républicain                                                             | David McKinley (sortant)                                                | 163 469                                                                 | 69,0                                                                    |
|                                                                         | Démocrate                                                               | Mike Manypenny                                                          | 73 534                                                                  | 31,0                                                                    |
| Total des votes                                                         | Total des votes                                                         | Total des votes                                                         | 237 003                                                                 | 100 %                                                                   |
|                                                                         | Les Républicains conservent                                             |                                                                         |                                                                         |                                                                         |

### 2018
| Élection de 2018 du 1er district congressionnel de Virginie-Occidentale | Élection de 2018 du 1er district congressionnel de Virginie-Occidentale | Élection de 2018 du 1er district congressionnel de Virginie-Occidentale | Élection de 2018 du 1er district congressionnel de Virginie-Occidentale | Élection de 2018 du 1er district congressionnel de Virginie-Occidentale |
| ----------------------------------------------------------------------- | ----------------------------------------------------------------------- | ----------------------------------------------------------------------- | ----------------------------------------------------------------------- | ----------------------------------------------------------------------- |
| Parti                                                                   | Parti                                                                   | Candidat                                                                | Votes                                                                   | %                                                                       |
|                                                                         | Républicain                                                             | David McKinley (sortant)                                                | 127 997                                                                 | 64,6                                                                    |
|                                                                         | Démocrate                                                               | Kendra Fershee                                                          | 70 217                                                                  | 35,4                                                                    |
| Total des votes                                                         | Total des votes                                                         | Total des votes                                                         | 198 214                                                                 | 100 %                                                                   |
|                                                                         | Les Républicains conservent                                             |                                                                         |                                                                         |                                                                         |

### 2020
| Élection de 2020 du 1er district congressionnel de Virginie-Occidentale | Élection de 2020 du 1er district congressionnel de Virginie-Occidentale | Élection de 2020 du 1er district congressionnel de Virginie-Occidentale | Élection de 2020 du 1er district congressionnel de Virginie-Occidentale | Élection de 2020 du 1er district congressionnel de Virginie-Occidentale |
| ----------------------------------------------------------------------- | ----------------------------------------------------------------------- | ----------------------------------------------------------------------- | ----------------------------------------------------------------------- | ----------------------------------------------------------------------- |
| Parti                                                                   | Parti                                                                   | Candidat                                                                | Votes                                                                   | %                                                                       |
|                                                                         | Républicain                                                             | David McKinley (sortant)                                                | 180 488                                                                 | 69,0                                                                    |
|                                                                         | Démocrate                                                               | Natalie Cline                                                           | 81 177                                                                  | 31,0                                                                    |
| Total des votes                                                         | Total des votes                                                         | Total des votes                                                         | 261 665                                                                 | 100 %                                                                   |
|                                                                         | Les Républicains conservent                                             |                                                                         |                                                                         |                                                                         |

### 2022
| Primaire Républicaine de 2022 du 1er district congressionnel de Virginie-Occidentale | Primaire Républicaine de 2022 du 1er district congressionnel de Virginie-Occidentale | Primaire Républicaine de 2022 du 1er district congressionnel de Virginie-Occidentale | Primaire Républicaine de 2022 du 1er district congressionnel de Virginie-Occidentale | Primaire Républicaine de 2022 du 1er district congressionnel de Virginie-Occidentale |
| ------------------------------------------------------------------------------------ | ------------------------------------------------------------------------------------ | ------------------------------------------------------------------------------------ | ------------------------------------------------------------------------------------ | ------------------------------------------------------------------------------------ |
| Parti                                                                                | Parti                                                                                | Candidat                                                                             | Votes                                                                                | %                                                                                    |
|                                                                                      | Républicain                                                                          | Carol Miller (sortante)                                                              | 41 852                                                                               | 66,3                                                                                 |
|                                                                                      | Républicain                                                                          | Scott Fuller                                                                         | 6 197                                                                                | 9,8                                                                                  |
|                                                                                      | Républicain                                                                          | Zane Lawhorn                                                                         | 5 530                                                                                | 8,8                                                                                  |
|                                                                                      | Républicain                                                                          | James Houser                                                                         | 4 877                                                                                | 7,7                                                                                  |
|                                                                                      | Républicain                                                                          | Kent Stevens                                                                         | 4 658                                                                                | 7,4                                                                                  |

| Primaire Démocrate de 2022 du 1er district congressionnel de Virginie-Occidentale | Primaire Démocrate de 2022 du 1er district congressionnel de Virginie-Occidentale | Primaire Démocrate de 2022 du 1er district congressionnel de Virginie-Occidentale | Primaire Démocrate de 2022 du 1er district congressionnel de Virginie-Occidentale | Primaire Démocrate de 2022 du 1er district congressionnel de Virginie-Occidentale |
| --------------------------------------------------------------------------------- | --------------------------------------------------------------------------------- | --------------------------------------------------------------------------------- | --------------------------------------------------------------------------------- | --------------------------------------------------------------------------------- |
| Parti                                                                             | Parti                                                                             | Candidat                                                                          | Votes                                                                             | %                                                                                 |
|                                                                                   | Démocrate                                                                         | Lacy Watson                                                                       | 32 686                                                                            | 100%                                                                              |

| Élection de 2022 du 1er district congressionnel de Virginie-Occidentale | Élection de 2022 du 1er district congressionnel de Virginie-Occidentale | Élection de 2022 du 1er district congressionnel de Virginie-Occidentale | Élection de 2022 du 1er district congressionnel de Virginie-Occidentale | Élection de 2022 du 1er district congressionnel de Virginie-Occidentale |
| ----------------------------------------------------------------------- | ----------------------------------------------------------------------- | ----------------------------------------------------------------------- | ----------------------------------------------------------------------- | ----------------------------------------------------------------------- |
| Parti                                                                   | Parti                                                                   | Candidat                                                                | Votes                                                                   | %                                                                       |
|                                                                         | Républicain                                                             | Carol Miller (sortante)                                                 | 151 511                                                                 | 66,7                                                                    |
|                                                                         | Démocrate                                                               | Lacy Watson                                                             | 65 428                                                                  | 28,8                                                                    |
|                                                                         | Indépendant                                                             | Belinda Fox-Spencer                                                     | 10 257                                                                  | 4,5                                                                     |
| Total des votes                                                         | Total des votes                                                         | Total des votes                                                         | 227 196                                                                 | 100 %                                                                   |
|                                                                         | Les Républicains conservent                                             |                                                                         |                                                                         |                                                                         |

### 2024
| Primaire Républicaine de 2024 du 1er district congressionnel de Virginie-Occidentale | Primaire Républicaine de 2024 du 1er district congressionnel de Virginie-Occidentale | Primaire Républicaine de 2024 du 1er district congressionnel de Virginie-Occidentale | Primaire Républicaine de 2024 du 1er district congressionnel de Virginie-Occidentale | Primaire Républicaine de 2024 du 1er district congressionnel de Virginie-Occidentale |
| ------------------------------------------------------------------------------------ | ------------------------------------------------------------------------------------ | ------------------------------------------------------------------------------------ | ------------------------------------------------------------------------------------ | ------------------------------------------------------------------------------------ |
| Parti                                                                                | Parti                                                                                | Candidat                                                                             | Votes                                                                                | %                                                                                    |
|                                                                                      | Républicain                                                                          | Carol Miller (sortante)                                                              | 65 039                                                                               | 63,0                                                                                 |
|                                                                                      | Républicain                                                                          | Derrick Evans                                                                        | 38 270                                                                               | 37,0                                                                                 |

| Primaire Démocrate de 2024 du 1er district congressionnel de Virginie-Occidentale | Primaire Démocrate de 2024 du 1er district congressionnel de Virginie-Occidentale | Primaire Démocrate de 2024 du 1er district congressionnel de Virginie-Occidentale | Primaire Démocrate de 2024 du 1er district congressionnel de Virginie-Occidentale | Primaire Démocrate de 2024 du 1er district congressionnel de Virginie-Occidentale |
| --------------------------------------------------------------------------------- | --------------------------------------------------------------------------------- | --------------------------------------------------------------------------------- | --------------------------------------------------------------------------------- | --------------------------------------------------------------------------------- |
| Parti                                                                             | Parti                                                                             | Candidat                                                                          | Votes                                                                             | %                                                                                 |
|                                                                                   | Démocrate                                                                         | Chris Reed                                                                        | 27 347                                                                            | 56,4                                                                              |
|                                                                                   | Démocrate                                                                         | Jim Umberger                                                                      | 21 159                                                                            | 43,6                                                                              |

| Élection de 2024 du 1er district congressionnel de Virginie-Occidentale | Élection de 2024 du 1er district congressionnel de Virginie-Occidentale | Élection de 2024 du 1er district congressionnel de Virginie-Occidentale | Élection de 2024 du 1er district congressionnel de Virginie-Occidentale | Élection de 2024 du 1er district congressionnel de Virginie-Occidentale |
| ----------------------------------------------------------------------- | ----------------------------------------------------------------------- | ----------------------------------------------------------------------- | ----------------------------------------------------------------------- | ----------------------------------------------------------------------- |
| Parti                                                                   | Parti                                                                   | Candidat                                                                | Votes                                                                   | %                                                                       |
|                                                                         | Républicain                                                             | Carol Miller (sortante)                                                 | 228 491                                                                 | 66,4                                                                    |
|                                                                         | Démocrate                                                               | Chris Reed                                                              | 90 038                                                                  | 26,1                                                                    |
|                                                                         | Indépendant                                                             | Wes Holden                                                              | 25 616                                                                  | 7,4                                                                     |
|                                                                         | Indépendant                                                             | (write-in)                                                              | 174                                                                     | 0,1                                                                     |
| Total des votes                                                         | Total des votes                                                         | Total des votes                                                         | 344 319                                                                 | 100 %                                                                   |
|                                                                         | Les Républicains conservent                                             |                                                                         |                                                                         |                                                                         |